# Hannoverscher Sportverein von 1896 1969-1970
Questa voce raccoglie le informazioni riguardanti l'Hannoverscher Sportverein von 1896 nelle competizioni ufficiali della stagione 1969-1970.

## Stagione
Nella stagione 1969-1970 l'Hannover, allenato da Zlatko Čajkovski, Rolf Paetz e Hans Pilz, concluse il campionato di Bundesliga al 13º posto. In Coppa di Germania l'Hannover fu eliminato agli ottavi di finale dal Borussia M'gladbach. In Coppa delle Fiere l'Hannover fu eliminato al primo turno dall'Ajax.

## Rosa
| N. |                     | Ruolo | Calciatore             |
| -- | ------------------- | ----- | ---------------------- |
|    | Germania (bandiera) | P     | Bernd Helmschrot       |
|    | Germania (bandiera) | P     | Horst Podlasly         |
|    | Germania (bandiera) | D     | Peter Anders           |
|    | Germania (bandiera) | D     | Klaus Bohnsack         |
|    | Germania (bandiera) | D     | Hans-Josef Hellingrath |
|    | Germania (bandiera) | D     | Bernd Kettler          |
|    | Germania (bandiera) | D     | Peter Loof             |
|    | Germania (bandiera) | D     | Kurt Ritter            |
|    | Germania (bandiera) | D     | Rainer Stiller         |

| N. |                     | Ruolo | Calciatore        |
| -- | ------------------- | ----- | ----------------- |
|    | Germania (bandiera) | C     | Jürgen Bandura    |
|    | Germania (bandiera) | C     | Christian Breuer  |
|    | Germania (bandiera) | C     | Jürgen Detsch     |
|    | Germania (bandiera) | C     | Hans Siemensmeyer |
|    | Germania (bandiera) | C     | Rainer Zobel      |
|    | Germania (bandiera) | A     | Claus Brune       |
|    | Serbia (bandiera)   | A     | Zvezdan Čebinac   |
|    | Germania (bandiera) | A     | Jupp Heynckes     |

## Organigramma societario
Area tecnica
- Allenatore: Hans Pilz
- Allenatore in seconda: Karl-Heinz Mülhausen
- Preparatore dei portieri:
- Preparatori atletici:

## Calciomercato

### Sessione estiva
| Acquisti | Acquisti        | Acquisti   | Acquisti |
| R.       | Nome            | da         | Modalità |
| -------- | --------------- | ---------- | -------- |
| A        | Zvezdan Čebinac | Norimberga |          |
| C        | Jürgen Detsch   | DVV Coburg |          |

| Cessioni | Cessioni          | Cessioni          | Cessioni |
| R.       | Nome              | a                 | Modalità |
| -------- | ----------------- | ----------------- | -------- |
| A        | Wilfried Ahnefeld | Oldenburg         |          |
| D        | Otto Laszig       | SpVgg Bad Pyrmont |          |
| A        | Winfried Wottka   | Göttingen         |          |

## Risultati

### Bundesliga

#### Girone di andata
| Arbitro: | Riegg |

|                                     |           |                     |
| Loof 39’ Brune 64’, 87’ Bandura 69’ | Marcatori | 79’ Erler 89’ Wosab |

| Arbitro: | Wengenmayer |

|               |           |           |
| Gersdorff 90’ | Marcatori | 36’ Brune |

| Arbitro: | Heumann |

|                                            |           |                          |
| Anders 48’ Heynckes 52’ Coordes 75’ (aut.) | Marcatori | 29’ Windhausen 90’ Görts |

| Arbitro: | Heckeroth |

|                    |           |  |
| Lehmann 53’ (rig.) | Marcatori |  |

| Arbitro: | Fork |

|                              |           |             |
| Skoblar 20’, 74’ Čebinac 53’ | Marcatori | 59’ Fischer |

| Arbitro: | Tschenscher |

|              |           |             |
| Claessen 77’ | Marcatori | 17’ Skoblar |

| Arbitro: | Fritz |

|                                     |           |           |
| Witt 30’ (aut.) Heynckes 85’ (rig.) | Marcatori | 58’ Gayer |

| Arbitro: | Regely |

|                    |           |                        |
| Zech 29’ Gress 61’ | Marcatori | 48’ (rig.) Hellingrath |

| Arbitro: | Frickel |

|                              |           |                                    |
| Breuer 26’ Heynckes 55’, 69’ | Marcatori | 7’ Hornig 11’, 37’ Löhr 35’ Blusch |

| Arbitro: | Aldinger |

|              |           |  |
| Weinberg 12’ | Marcatori |  |

| Arbitro: | Siebert |

|                       |           |  |
| Seeler 48’ Dörfel 72’ | Marcatori |  |

| Arbitro: | Fuchs |

|                         |           |                 |
| Heynckes 5’ Skoblar 18’ | Marcatori | 68’ Krauthausen |

| Arbitro: | Fritz |

|                                |           |  |
| van Haaren 39’ Pohlschmidt 70’ | Marcatori |  |

| Arbitro: | Ott |

|  |           |               |
|  | Marcatori | 43’ Ohlhauser |

| Arbitro: | Biwersi |

|                                              |           |  |
| Laumen 43’, 53’ Wimmer 50’ Dietrich 57’, 78’ | Marcatori |  |

| Arbitro: | Kindervater |

|          |           |            |
| Loof 16’ | Marcatori | 24’ Nickel |

| Arbitro: | Aldinger |

|                                                |           |                  |
| Krafczyk 7’, 81’ Geisert 37’, 84’ Rehhagel 56’ | Marcatori | 63’, 65’ Bandura |

#### Girone di ritorno
| Arbitro: | Regely |

|                          |           |              |
| Neuberger 58’ Schütz 67’ | Marcatori | 34’ Heynckes |

| Arbitro: | Betz |

|  |           |                         |
|  | Marcatori | 71’ Gersdorff 73’ Grzyb |

| Arbitro: | Siebert |

|                   |           |  |
| Schütz 26’ (rig.) | Marcatori |  |

| Hannover 31 gennaio 1970, ore 15:30 CET 21ª giornata | Hannover 96 | 0 – 0 referto | Duisburg | Niedersachsenstadion (11 000 spett.)\| Arbitro: \| Ott \| |
| Arbitro:                                             | Ott         |               |          |                                                           |

| Arbitro: | Köhler |

|                                    |           |  |
| Hiller 39’ Fischer 47’ Kohlars 83’ | Marcatori |  |

| Arbitro: | Schröck |

|                                                  |           |  |
| Siemensmeyer 25’, 41’, 49’ (rig.) Brune 36’, 59’ | Marcatori |  |

| Arbitro: | Aldinger |

|           |           |                  |
| Gayer 12’ | Marcatori | 86’ Siemensmeyer |

| Arbitro: | Fork |

|                 |           |  |
| Breuer 21’, 43’ | Marcatori |  |

| Arbitro: | Schröck |

|                                                |           |  |
| Overath 18’, 77’ Hemmersbach 26’, 72’ Rupp 87’ | Marcatori |  |

| Arbitro: | Heumann |

|                                              |           |  |
| Breuer 42’ Brune 74’ Siemensmeyer 90’ (rig.) | Marcatori |  |

| Arbitro: | Weyland |

|                 |           |            |
| Siemensmeyer 3’ | Marcatori | 32’ Seeler |

| Oberhausen 28 marzo 1970, ore 15:30 CET 29ª giornata | RW Oberhausen | 0 – 0 referto | Hannover 96 | Niederrheinstadion (15 000 spett.)\| Arbitro: \| Tschenscher \| |
| Arbitro:                                             | Tschenscher   |               |             |                                                                 |

| Arbitro: | Wengenmayer |

|                                       |           |             |
| Siemensmeyer 35’ Breuer 43’ Brune 89’ | Marcatori | 87’ Pirkner |

| Arbitro: | Köhler |

|                                                                                  |           |                                    |
| Müller 10’, 13’ Beckenbauer 14’ Ohlhauser 29’ Mrosko 69’ Brenninger 73’ Roth 75’ | Marcatori | 37’ (rig.) Siemensmeyer 51’ Breuer |

| Arbitro: | Seiler |

|                  |           |  |
| Siemensmeyer 33’ | Marcatori |  |

| Arbitro: | Biwersi |

|                                 |           |                                        |
| Hölzenbein 47’, 62’ Huberts 89’ | Marcatori | 41’ Siemensmeyer 52’ Brune 78’ Bandura |

| Arbitro: | Weyland |

|                                            |           |                      |
| Čebinac 9’ Siemensmeyer 18’, 62’ Brune 48’ | Marcatori | 8’ Diehl 71’ Pirrung |

### Coppa di Germania
| Arbitro: | Frickel |

|                            |           |                      |
| Loof 61’ Heynckes 78’, 89’ | Marcatori | 48’, 81’ Krauthausen |

| Arbitro: | Wohlfarth |

|            |           |                                    |
| Keller 64’ | Marcatori | 16’ Müller 48’ Heynckes 52’ Köppel |

### Coppa delle Fiere
| Arbitro: | Loraux |

|                          |           |           |
| Heynckes 20’ Skoblar 41’ | Marcatori | 32’ Swart |

| Arbitro: | Taylor |

|                                  |           |  |
| Cruijff 22’ Swart 47’ Mühren 69’ | Marcatori |  |

## Statistiche

### Statistiche di squadra
| Competizione      | Punti | In casa | In casa | In casa | In casa | In casa | In casa | In trasferta | In trasferta | In trasferta | In trasferta | In trasferta | In trasferta | Totale | Totale | Totale | Totale | Totale | Totale | DR  |
| Competizione      | Punti | G       | V       | N       | P       | Gf      | Gs      | G            | V            | N            | P            | Gf           | Gs           | G      | V      | N      | P      | Gf     | Gs     | DR  |
| ----------------- | ----- | ------- | ------- | ------- | ------- | ------- | ------- | ------------ | ------------ | ------------ | ------------ | ------------ | ------------ | ------ | ------ | ------ | ------ | ------ | ------ | --- |
| Bundesliga        | 30    | 17      | 11      | 3       | 3       | 37      | 19      | 17           | 0            | 5            | 12           | 12           | 42           | 34     | 11     | 8      | 15     | 49     | 61     | -12 |
| Coppa di Germania | -     | 2       | 1       | 0       | 1       | 4       | 5       | 0            | 0            | 0            | 0            | 0            | 0            | 2      | 1      | 0      | 1      | 4      | 5      | -1  |
| Coppa delle Fiere | -     | 1       | 1       | 0       | 0       | 2       | 1       | 1            | 0            | 0            | 1            | 0            | 3            | 2      | 1      | 0      | 1      | 2      | 4      | -2  |
| Totale            | 30    | 20      | 13      | 3       | 4       | 43      | 25      | 18           | 0            | 5            | 13           | 12           | 45           | 38     | 13     | 8      | 17     | 55     | 70     | -15 |

### Andamento in campionato
| Giornata  | 1 | 2 | 3 | 4 | 5 | 6 | 7 | 8 | 9 | 10 | 11 | 12 | 13 | 14 | 15 | 16 | 17 | 18 | 19 | 20 | 21 | 22 | 23 | 24 | 25 | 26 | 27 | 28 | 29 | 30 | 31 | 32 | 33 | 34 |
| --------- | - | - | - | - | - | - | - | - | - | -- | -- | -- | -- | -- | -- | -- | -- | -- | -- | -- | -- | -- | -- | -- | -- | -- | -- | -- | -- | -- | -- | -- | -- | -- |
| Luogo     | C | T | C | T | C | T | C | T | C | T  | T  | C  | T  | C  | T  | C  | T  | T  | C  | T  | C  | T  | C  | T  | C  | T  | C  | C  | T  | C  | T  | C  | T  | C  |
| Risultato | V | N | V | P | V | N | V | P | P | P  | P  | V  | P  | P  | P  | N  | P  | P  | P  | P  | N  | P  | V  | N  | V  | P  | V  | N  | N  | V  | P  | V  | N  | V  |
| Posizione | 2 | 1 | 1 | 5 | 3 | 4 | 4 | 5 | 7 | 8  | 12 | 10 | 10 | 11 | 15 | 14 | 16 | 16 | 16 | 16 | 16 | 17 | 16 | 17 | 16 | 17 | 16 | 16 | 16 | 16 | 16 | 16 | 16 | 13 |

Legenda:

Luogo: C = Casa; T = Trasferta. Risultato: V = Vittoria; N = Pareggio; P = Sconfitta.

### Statistiche dei giocatori
| Giocatore       | Bundesliga | Bundesliga | Bundesliga  | Bundesliga | Coppa di Germania | Coppa di Germania | Coppa di Germania | Coppa di Germania | Coppa delle Fiere | Coppa delle Fiere | Coppa delle Fiere | Coppa delle Fiere | Totale   | Totale | Totale      | Totale     |
| Giocatore       | Presenze   | Reti       | Ammonizioni | Espulsioni | Presenze          | Reti              | Ammonizioni       | Espulsioni        | Presenze          | Reti              | Ammonizioni       | Espulsioni        | Presenze | Reti   | Ammonizioni | Espulsioni |
| --------------- | ---------- | ---------- | ----------- | ---------- | ----------------- | ----------------- | ----------------- | ----------------- | ----------------- | ----------------- | ----------------- | ----------------- | -------- | ------ | ----------- | ---------- |
| P. Anders       | 29         | 1          | 0           | 0          | 2                 | 0                 | 0                 | 0                 | 0                 | 0                 | 0                 | 0                 | 31       | 1      | 0           | 0          |
| J. Bandura      | 34         | 4          | 0           | 0          | 2                 | 0                 | 0                 | 0                 | 2                 | 0                 | 0                 | 0                 | 38       | 4      | 0           | 0          |
| H. Berg         | 0          | 0          | 0           | 0          | 1                 | 0                 | 0                 | 0                 | 0                 | 0                 | 0                 | 0                 | 1        | 0      | 0           | 0          |
| H. Bertl        | 0          | 0          | 0           | 0          | 1                 | 0                 | 0                 | 0                 | 0                 | 0                 | 0                 | 0                 | 1        | 0      | 0           | 0          |
| H. Blumenthal   | 0          | 0          | 0           | 0          | 0                 | 0                 | 0                 | 0                 | 0                 | 0                 | 0                 | 0                 | 0        | 0      | 0           | 0          |
| K. Bohnsack     | 21         | 0          | 0           | 1          | 2                 | 0                 | 0                 | 0                 | 1                 | 0                 | 0                 | 0                 | 24       | 0      | 0           | 1          |
| C. Breuer       | 31         | 6          | 0           | 0          | 1                 | 0                 | 0                 | 0                 | 0                 | 0                 | 0                 | 0                 | 32       | 6      | 0           | 0          |
| C. Brune        | 29         | 9          | 0           | 0          | 2                 | 0                 | 0                 | 0                 | 2                 | 0                 | 0                 | 0                 | 33       | 9      | 0           | 0          |
| J. Detsch       | 1          | 0          | 0           | 0          | 0                 | 0                 | 0                 | 0                 | 0                 | 0                 | 0                 | 0                 | 1        | 0      | 0           | 0          |
| H. Hellingrath  | 34         | 1          | 0           | 0          | 2                 | 0                 | 0                 | 0                 | 2                 | 0                 | 0                 | 0                 | 38       | 1      | 0           | 0          |
| B. Helmschrot   | 15         | 0          | 0           | 0          | 0                 | 0                 | 0                 | 0                 | 0                 | 0                 | 0                 | 0                 | 15       | 0      | 0           | 0          |
| J. Heynckes     | 23         | 6          | 0           | 0          | 1                 | 2                 | 0                 | 0                 | 2                 | 1                 | 0                 | 0                 | 26       | 9      | 0           | 0          |
| F. Keller       | 0          | 0          | 0           | 0          | 1                 | 1                 | 0                 | 0                 | 0                 | 0                 | 0                 | 0                 | 1        | 1      | 0           | 0          |
| B. Kettler      | 1          | 0          | 0           | 0          | 0                 | 0                 | 0                 | 0                 | 0                 | 0                 | 0                 | 0                 | 1        | 0      | 0           | 0          |
| P. Loof         | 24         | 2          | 0           | 0          | 1                 | 1                 | 0                 | 0                 | 2                 | 0                 | 0                 | 0                 | 27       | 3      | 0           | 0          |
| R. Nafziger     | 0          | 0          | 0           | 0          | 1                 | 0                 | 0                 | 0                 | 0                 | 0                 | 0                 | 0                 | 1        | 0      | 0           | 0          |
| H. Podlasly     | 21         | 0          | 0           | 0          | 2                 | 0                 | 0                 | 0                 | 2                 | 0                 | 0                 | 0                 | 25       | 0      | 0           | 0          |
| W. Reimann      | 0          | 0          | 0           | 0          | 1                 | 0                 | 0                 | 0                 | 0                 | 0                 | 0                 | 0                 | 1        | 0      | 0           | 0          |
| K. Ritter       | 6          | 0          | 0           | 0          | 0                 | 0                 | 0                 | 0                 | 2                 | 0                 | 0                 | 0                 | 8        | 0      | 0           | 0          |
| H. Siemensmeyer | 34         | 12         | 0           | 0          | 2                 | 0                 | 0                 | 0                 | 2                 | 0                 | 0                 | 0                 | 38       | 12     | 0           | 0          |
| J. Skoblar      | 10         | 4          | 0           | 0          | 0                 | 0                 | 0                 | 0                 | 2                 | 1                 | 0                 | 0                 | 12       | 5      | 0           | 0          |
| R. Stiller      | 34         | 0          | 0           | 0          | 2                 | 0                 | 0                 | 0                 | 2                 | 0                 | 0                 | 0                 | 38       | 0      | 0           | 0          |
| H. Weller       | 0          | 0          | 0           | 0          | 0                 | 0                 | 0                 | 0                 | 0                 | 0                 | 0                 | 0                 | 0        | 0      | 0           | 0          |
| R. Zobel        | 33         | 0          | 0           | 0          | 1                 | 0                 | 0                 | 0                 | 2                 | 0                 | 0                 | 0                 | 36       | 0      | 0           | 0          |
| Z. Čebinac      | 26         | 2          | 0           | 0          | 0                 | 0                 | 0                 | 0                 | 2                 | 0                 | 0                 | 0                 | 28       | 2      | 0           | 0          |